# Cleora caledonica
Cleora caledonica är en fjärilsart som beskrevs av Holloway 1979. Cleora caledonica ingår i släktet Cleora och familjen mätare. Inga underarter finns listade i Catalogue of Life.